# Еллен ван Дайк
Еллен ван Дайк (нід. Eleonora "Ellen" van Dijk, 11 травня 1987) — нідерландська велогонщиця.

## Виступи на Олімпіадах
| Олімпіада  | Дисципліна                         | Місце |
| ---------- | ---------------------------------- | ----- |
| Пекін 2012 | групова шосейна гонка              | DNF   |
| Пекін 2012 | шосейна гонка з роздільним стартом | 8     |
| Пекін 2012 | командна гонка переслідування      | 6     |